# Бездан
Бездан (мађ. Bezdán) је насеље у Србији у граду Сомбору у Западнобачком управном округу. Према попису из 2022. било је 3.269 становника, што је за 29,3% мање у односу на 2011. када је било 4623 становника. До 1963. ово насеље је било седиште Општине Бездан коју су чинила насељена места: Бачки Брег, Бачки Моноштор, Бездан и Колут. После укидања статуса општине у целини припојена територија општини Сомбор.
Популарно се назива „водено насеље”, јер је окружен воденим токовима и до њега се може стићи само преко мостова. Бездан је једно од већих сеоских насеља у Бачкој. Пољопривреда је најважнија привредна грана.

## Географија
Бездан је лоциран 5 km од хрватске границе, 8 km од мађарске границе те 17 km од Сомбора. Посебно се истичу пошумљене површине (више од 10% територије), што није карактеристично за војвођанска насеља. Бездан и околина је одлично место за оне који воле природу, риболов и лов. Воде и ваздух су чисти јер у околини нема индустријског загађивача.

## Историја
Бездан је старо војвођанско насеље. Први пут је поменут 1305. године, под називом Battyan. 1341. године назив је промењен у Берчан. Насеље је уништено у  веку под најездом Турака. У  веку помиње се као мало рибарско место. Протеривањем Турака почиње неорганизовано насељавање Дунавом. Први становници су били Пољаци, Чеси, Немци и други словенски народи. 1762. године почиње планска колонизација и грађење насеља. 1755. године изграђена је прва црква. Данашња црква је изграђена 1846. године и од тада се село развија у правцу истока.
После 1918. г. Бездан је припао Краљевини СХС. У данима након ослобођења Сомбора и овог дела Бачке од фашизма, у Бездану је, почетком новембра 1944. године, на рубу Штрбачке шуме стрељано преко 120 овдашњих грађана, без разлога и без суђења, а још око 200 Безданаца страдало је у наредним данима и недељама. После Другог светског рата у Бездан је колонизовано око 400 особа из околине Лиштице и Посушја у Херцеговини, те из околине Госпића.
Половином 19. века до Бездана је продужен крај Великог бачког канала, а на Дунаву крај Бездана 1856. г. саграђена је прва бетонска преводница у Европи, која је представљала нови улаз у Францов (Велики бачки) канал. У другој половини 19. века од некадашњег крака Дунава настао је, између Баје и Бездана, и Бајски канал, са Шебешфок-браном на улазу у Бездан.
У Бездану се, на Жакаровим разбојима и данас производи јединствени бездански дамаст, који је уврштен на листу нематеријалног културног наслеђа Србије.

## Спорт
- Фудбалски клуб СПОРТ - Бездан
- Рукометни клуб ГРАФИЧАР - Бездан
- Кајак клуб ДУНАВ - Бездан

## Демографија
У насељу Бездан живи 4293 пунолетна становника, а просечна старост становништва износи 42,2 година (40,2 код мушкараца и 44,1 код жена). У насељу има 1990 домаћинстава, а просечан број чланова по домаћинству је 2,64 (попис 2002).
Становништво у овом насељу веома је нехомогено, а у последња четири пописа, примећен је пад у броју становника.
|  |

| Демографија | Демографија | Демографија |
| Година      | Становника  | Становника  |
| ----------- | ----------- | ----------- |
| 1948.       | 6.691       |             |
| 1953.       | 6.681       |             |
| 1961.       | 6.813       |             |
| 1971.       | 6.427       |             |
| 1981.       | 6.085       |             |
| 1991.       | 5.472       | 5.270       |
| 2002.       | 5.263       | 5.507       |
| 2011.       | 4.569       |             |

| Етнички састав према попису из 2002.‍ | Етнички састав према попису из 2002.‍ | Етнички састав према попису из 2002.‍ | Етнички састав према попису из 2002.‍ | Етнички састав према попису из 2002.‍ |
| ------------------------------------ | ------------------------------------ | ------------------------------------ | ------------------------------------ | ------------------------------------ |
|                                      |                                      |                                      |                                      |                                      |
| Мађари                               | Мађари                               |                                      | 2.983                                | 56,67%                               |
| Срби                                 | Срби                                 |                                      | 1.256                                | 23,86%                               |
| Хрвати                               | Хрвати                               |                                      | 424                                  | 8,05%                                |
| Југословени                          | Југословени                          |                                      | 141                                  | 2,67%                                |
| Роми                                 | Роми                                 |                                      | 50                                   | 0,95%                                |
| Црногорци                            | Црногорци                            |                                      | 25                                   | 0,47%                                |
| Немци                                | Немци                                |                                      | 20                                   | 0,38%                                |
| Муслимани                            | Муслимани                            |                                      | 15                                   | 0,28%                                |
| Буњевци                              | Буњевци                              |                                      | 11                                   | 0,20%                                |
| Румуни                               | Румуни                               |                                      | 9                                    | 0,17%                                |
| Словаци                              | Словаци                              |                                      | 5                                    | 0,09%                                |
| Бугари                               | Бугари                               |                                      | 4                                    | 0,07%                                |
| Словенци                             | Словенци                             |                                      | 3                                    | 0,05%                                |
| Руси                                 | Руси                                 |                                      | 3                                    | 0,05%                                |
| Бошњаци                              | Бошњаци                              |                                      | 2                                    | 0,03%                                |
| Македонци                            | Македонци                            |                                      | 1                                    | 0,01%                                |
| непознато                            | непознато                            |                                      | 13                                   | 0,24%                                |

| Година пописа     | 1948. | 1953. | 1961. | 1971. | 1981. | 1991. | 2002. |
| ----------------- | ----- | ----- | ----- | ----- | ----- | ----- | ----- |
| Број домаћинстава | 2.100 | 2.202 | 2.480 | 2.379 | 2.283 | 2.118 | 1.990 |

| Број чланова      | 1   | 2   | 3   | 4   | 5   | 6  | 7  | 8 | 9 | 10 и више | Просек |
| ----------------- | --- | --- | --- | --- | --- | -- | -- | - | - | --------- | ------ |
| Број домаћинстава | 489 | 561 | 400 | 353 | 118 | 44 | 17 | 6 | 1 | 1         | 2,64   |

| Пол    | Укупно | Неожењен/Неудата | Ожењен/Удата | Удовац/Удовица | Разведен/Разведена | Непознато |
| ------ | ------ | ---------------- | ------------ | -------------- | ------------------ | --------- |
| Мушки  | 2.158  | 653              | 1.282        | 110            | 111                | 2         |
| Женски | 2.331  | 371              | 1.310        | 521            | 129                | 0         |
| УКУПНО | 4.489  | 1.024            | 2.592        | 631            | 240                | 2         |

| Пол    | Укупно                    | Пољопривреда, лов и шумарство | Рибарство                            | Вађење руде и камена | Прерађивачка индустрија       |
| ------ | ------------------------- | ----------------------------- | ------------------------------------ | -------------------- | ----------------------------- |
| Мушки  | 1.052                     | 416                           | 3                                    | 1                    | 221                           |
| Женски | 645                       | 159                           | 0                                    | 0                    | 175                           |
| УКУПНО | 1.697                     | 575                           | 3                                    | 1                    | 396                           |
| Пол    | Производња и снабдевање   | Грађевинарство                | Трговина                             | Хотели и ресторани   | Саобраћај, складиштење и везе |
| Мушки  | 10                        | 115                           | 79                                   | 47                   | 62                            |
| Женски | 2                         | 9                             | 83                                   | 55                   | 5                             |
| УКУПНО | 12                        | 124                           | 162                                  | 102                  | 67                            |
| Пол    | Финансијско посредовање   | Некретнине                    | Државна управа и одбрана             | Образовање           | Здравствени и социјални рад   |
| Мушки  | 1                         | 5                             | 36                                   | 17                   | 25                            |
| Женски | 5                         | 3                             | 22                                   | 34                   | 80                            |
| УКУПНО | 6                         | 8                             | 58                                   | 51                   | 105                           |
| Пол    | Остале услужне активности | Приватна домаћинства          | Екстериторијалне организације и тела | Непознато            | Непознато                     |
| Мушки  | 14                        | 0                             | 0                                    | 0                    | 0                             |
| Женски | 13                        | 0                             | 0                                    | 0                    | 0                             |
| УКУПНО | 27                        | 0                             | 0                                    | 0                    | 0                             |